# Hạ sĩ quan (phim)
Hạ sĩ quan là bộ phim chiến tranh của điện ảnh Việt Nam do Lê Dũng đạo diễn, Ung Ngọc Trí viết kịch bản. Phim giành giải B Giải thưởng Hội Điện ảnh Việt Nam năm 1998. Với diễn viên chính Huỳnh Anh Tuấn, cùng với Nguyễn Hoàng, Hà Phương, Trung Dũng, Thái San.

## Nội dung
Câu chuyện binh nghiệp của Long, một sinh viên miền Nam tập kết ra Bắc, anh nhập ngũ và bị nhiễm khí độc. Sau khi bình phục, Long được đơn vị cử người đón về, sau đó anh chuyển sang làm quân bưu. Sau đó Long gia nhập tiểu đoàn công binh đào hầm, vệ binh và lính cơ khí.

## Phân vai
- Huỳnh Anh Tuấn vai Long
- Bảo Châu vai Út Hoa
- Hà Phương vai Mỹ
- Mỹ Khanh vai Duyên (chị nuôi)
- Thùy Vân vai Cô 21
- Võ Thế Kỷ vai Thảo
- Nguyễn Hoàng vai Kha
- Vi Lang vai Kháng
- Đặng Minh Quang vai Độ
- Thái Sang vai Du
- Trung Dũng vai Sấm
- Phương Điền vai Thần Đất
- Phương Bằng vai Khải
- Quốc Thắng vai Măng
- Phú Vinh vai Luân
- Ngọc Phong vai Hùng
- NSƯT Lân Bích vai Ba Long
- NSƯT Minh Đức vai Mẹ Long
- Anh Triều vai Hai Bon
- Mai Trần vai Hai Sơn
- Phương Bình vai Ba Đao
- Trần Lương vai Tư Cần
- Công Huy vai Định
- Yến Vy vai Cô gái dân tộc
- NSƯT Phạm Nguyên Cẩn vai Khoa trưởng
- Quang Đạt vai Biệt kích
- Các diễn viên khác

## Hậu trường
Sau khi tốt nghiệp, diễn viên Trung Dũng cũng lâm vào tình cảnh thất nghiệp như các bạn học, anh về Vĩnh Long phụ giúp gia đình cho đến khi đoàn làm phim Hạ sĩ quan tuyển diễn viên; Sấm là một trong những vai diễn điện ảnh đầu tiên của anh. Đây là bộ phim đầu tiên của nghệ sĩ lồng tiếng Trần Anh Tuấn.

## Giải thưởng
1998 - Giải B hạng mục Phim truyện nhựa tại Giải thưởng Hội Điện ảnh Việt Nam 1997